# 公務員職権濫用罪
公務員職権濫用罪（こうむいんしょっけんらんようざい）は、刑法193条に規定されている「汚職の罪」（刑法25章）に含まれる犯罪類型であり、公務員がその職権を濫用して、人に義務のないことを行わせ、又は権利の行使を妨害する行為を内容とする。

## 概要
本罪は、刑法193条以下に規定されている、公務員が職権を濫用して職務を行う際に、人に義務のないことを行わせ、又は権利の行使を妨害したとき（不作為によるものを含む）に問われる事になる犯罪である（※公務員の職権濫用であっても、これらの権利侵害が伴わない場合はこの罪には該当しない）。公務員職権濫用の罪の保護法益には、公務の公正さに対する信用という国家的法益と、権利侵害をされた相手方の権利という個人的法益との両面があるとされているが、刑法学界においては、個人的法益の側面が重視される傾向にある。
また、公務員職権濫用の罪は、犯罪の性質上、検察官が起訴を不当に怠る場合が生じる可能性が高いため、検察官の起訴独占主義の例外として、裁判所の決定により審判に付する手続である準起訴手続が適用される（刑事訴訟法262条）。ただし、被疑者の身分が警察職員や検察職員の様な刑事行政関係者である必要はなく、該当する権利侵害が公務員該当者（みなし公務員として職務を行っている者を含む）により行われているために問われた本罪が不起訴処分となった場合は、全てが付審判の手続きを適用されうる。
なお、「人に義務のないことを行わせ、又は権利の行使を妨害」する事が行われていない公務員による職権の濫用については、他の罪により責任を問われうる（例えば地方公務員法や国家公務員法における罰則等。また刑事罰とは別にこれらの法による懲戒処分もある事に留意）。

## 「職権濫用」の意義
「職権の濫用」とは、公務員が、その一般的職務権限（職権）に属する事項につき、職権の行使に仮託して「実質的、具体的に違法、不当な行為」をすることをいう。
ここで、本罪における「職権」は、必ずしも法律上の強制力を伴うものであることを要せず、それが濫用された場合、実態として、職権行使の相手方に義務のないことを行わせたり、または行うべき権利を妨害するに足りる権限であれば十分であるとされる。（※ただし、本罪は、具体的な権利侵害についてを罰する罪であるので、単に違法・不当というだけでは成立しない事に注意。）
一般的職務権限に属さない事項につき人に義務のないことを行わせた場合等は、強要罪の問題となる。

### 「正当行為」との関係
刑法35条（正当行為）があるが、公務員職権濫用となる行為は、その全てが、国家公務員法および地方公務員法をはじめ行政機関において取り扱われる法令や訓令・通達および通知等に違反するものとなるものである。
逆に、それらの法令に基づいての正当行為として保護可能な範疇に入るのに相当する妥当適切な行為であれば、公務員職権濫用罪が成立する可能性は低い（ただし、問題となっている法令等が法律・日本国憲法に反している場合については公務員職権濫用罪が成立する可能性は高い）。

## 法定刑
法定刑は、2年以下の拘禁刑である。

## 特殊な類型

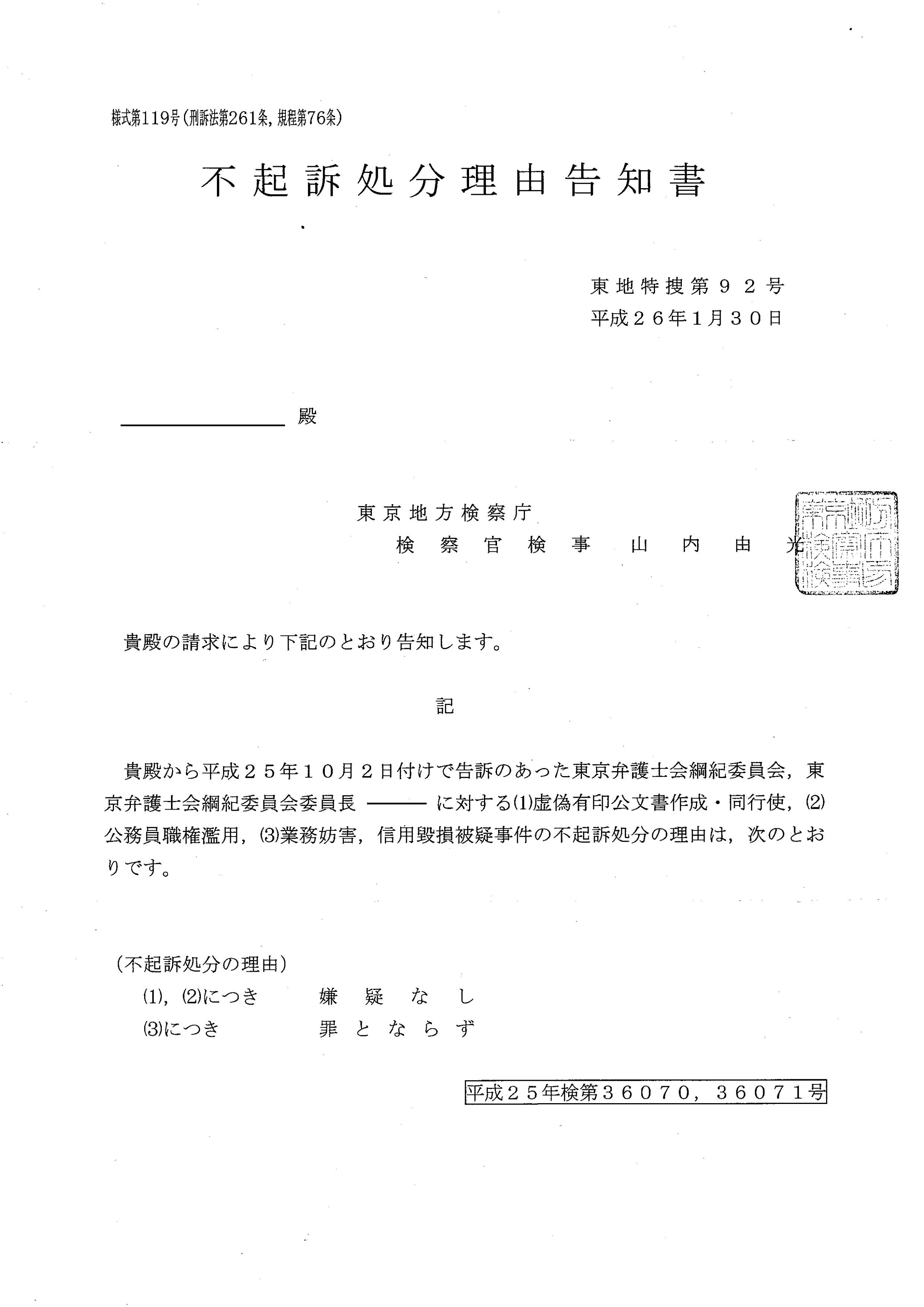
弁護士の綱紀の乱れに関する弁護士会綱紀委員会委員（刑法における公務員）への処分。

公務員の職権濫用行為を内容とする犯罪は、刑法193条の公務員職権濫用罪以外にも刑法その他の法律に規定されている。

### 刑法における公務員による職権濫用の特殊な類型
特別公務員職権濫用罪
特別公務員暴行陵虐罪
特別公務員職権濫用等致死傷罪
結果的加重犯。すなわち、致傷については職権濫用罪または暴行陵虐罪と傷害罪の法定刑を比べ、致死については職権濫用罪または暴行陵虐罪と傷害致死罪の法定刑を比べ、下限・上限ともに重いほうを選ぶということである。具体的には、職権濫用致傷・拘禁者への暴行陵虐致傷の場合は「6月以上15年以下の拘禁刑」、その他の暴行陵虐致傷の場合は「1月以上15年以下の拘禁刑」であるが、職権濫用致死・暴行陵虐致死の場合は「3年以上の有期拘禁刑」となり、裁判員裁判の対象となる。

### 特別刑法における公務員による職権濫用の特殊な類型
公安調査官や警察職員の職権濫用行為につき、破壊活動防止法45条や無差別大量殺人行為を行った団体の規制に関する法律42条・43条や犯罪捜査のための通信傍受に関する法律30条に規定がある。罰則は3年以下の拘禁刑と規定されている。